# Otto von Schweinichen
Otto von Schweinichen (* 3. Januar 1911 in Pawelwitz, Kreis Trebnitz bei Breslau; † 28. August 1938) war ein deutscher Jurist.

## Leben und Tätigkeit
Otto von Schweinichen war der Sohn eines Rittergutsbesitzers und Majors a. D. Er wuchs auf Familiengütern in Posen und Schlesien auf und besuchte das Herrnhuter Gymnasium in Niesky, wo er 1930 das Abitur bestand.
Im Sommersemester 1930 nahm Schweinichen das Studium auf. In der Literatur wird abweichend angegeben, dass er zunächst in Wien studierte und von dort nach Berlin wechselte (Tilitzki) bzw. dass er sein Studium in Berlin begann (Mehring). Auch finden sich die abweichenden Angaben, dass er zunächst Geschichte studierte und sich dann der Philosophie und Rechtswissenschaft zuwandte bzw. dass er gleichzeitig Philosophie, Altphilologie und Rechtswissenschaft aufnahm. Bereits 1930 soll er sich im Nationalsozialistischen Deutschen Studentenbund (NSDStB) betätigt haben. Zum 1. Mai 1931 wurde er in die NSDAP aufgenommen, in der er als Zellenwart tätig war. Zudem gehörte er der SA an, in der er wegen eines Herzfehlers jedoch keinen aktiven Dienst tat. Wirtschaftlich war Schweinichen während seiner Studien durch den Mitbesitz eines in Polen gelegenen Gutes abgesichert.
Gesichert ist, dass Schweinichen im Wintersemester 1931/1932 an die Universität Jena wechselte, wo er ins Seminar von Hans Leisegang eintrat. Dort lernte er den für seine weitere Laufbahn entscheidenden Juristen Carl August Emge kennen. In Jena trat Schweinichen als Führer im NS-Studentenbund hervor, in dem er Aufgaben als Schulungsleiter in der juristischen Zelle und Pressewart der Deutschen Studentenschaft übernahm.
Im Wintersemester 1932/1933 kehrte Schweinichen nach Berlin zurück, wo er sich bei Nicolai Hartmann und Werner Jaeger in die Philosophie Aristoteles’ vertiefte und im November 1933 sein juristisches Staatsexamen ablegte. 
Maßgebend für Schweinichens rechtsphilosophische Ansichten war das Bestreben, „den verhängnisvollen juristischen Positivismus durch eingehende philosophisch-methodische Schulung zu überwinden“. Emge schrieb in einem Nachruf von 1939, dass Schweinichens zentrales wissenschaftliches Bestreben darin bestanden habe, der Rechtsphilosophie ihre königliche Rolle zurückgewinnen, wobei ihn die Überzeugung geleitet habe, dass die Rechtsphilosophie geschichtlich verankert werden müsste.
Im Sommersemester 1934 trat Schweinichen in das Seminar Carl Schmitts ein. Zu diesem unterhielt er auch ein persönliches Verhältnis und war mehrmals bei ihm zu Gast.
Mit Wirkung vom 1. Oktober 1934 wurde Schweinichen zum wissenschaftlichen Assistenten bei Emge ernannt.
1935 veröffentlichte Schweinichen das Werk Disputation über den Rechtsstaat, in dem er sich als Kontrahent von Günther Krauss, einem anderen Schüler Carl Schmitts, für eine Weiterverwendung des Rechtsstaatsbegriffs ausspricht, wobei der Rechtsstaatsbegriff bei Schweinichen eine deutliche Distanz zum bürgerlich-liberalen Verständnis von Freiheit und Gleichheit aufweist. Gemeinsam mit Emge gab Schweinichen zudem die Gedächtnisschrift zu Arthur Schopenhauers 150. Geburtstag heraus.
Ab dem Februarheft des Jahres 1936 wurde Schweinichen Schriftleiter der Fachzeitschrift Archiv für Rechts- und Sozialphilosophie (ARSP). Sein Nachfolger in dieser Funktion wurde Jürgen von Kempski. Das ARSP zeichnete sich nach der Einschätzung späterer Forscher, die eine Querschnittsanalyse ihrer Inhalte vornahmen, durch ein, angesichts des Umstandes, dass sie unter den Bedingungen einer Diktatur erschien, „erstaunliches Maß an Neutralität“ aus, wobei als eine denkbare Erklärung hierfür die Haltung der Schriftleiter Schweinichen bzw. Kempski angesehen wurde.
Schweinichen kam 1938 unter nicht restlos geklärten Umständen ums Leben: Offiziell galt sein Tod als Suizid. Diese Auffassung wurde auch von Emge in seinem Nachruf auf Schweinichen vertreten. Angaben von Jürgen von Kempski gegenüber Christian Tilitzki aus dem Jahre 1993 zufolge gingen damals aber auch Gerüchte um, dass es sich bei seinem Ableben um einen politischen Mord gehandelt haben könnte. Hierzu passt die Angabe Emges, der über das Ende seines Assistenten schrieb, dass man diesen „fürchterlich zugerichtet“ in der Schorfheide gefunden habe, so dass ein Fememord als Todesursache nahe gelegen habe. Der Journalist Peter von Zahn notierte demgegenüber in seinen Erinnerungen, dass Schweinichen, dem er einen „schwärmerischen Idealismus“ zuschreibt, Suizid begangen habe. Als Motiv nimmt er „Verzweiflung über den [politischen] Kurs Hitlers“ an, der im Jahr 1938 durch die zu dieser Zeit zu Tage tretende aggressive militärische Expansionspolitik offenbar geworden sei.
Aus Schweinichens Nachlass edierte Emge Teile von Schweinichens Dissertation über den Begriff der Rechtsnorm, die im Jahr 1939 veröffentlicht wurde. Seine Bibliothek vermachte Schweinichen dem rechtsphilosophischen Seminar der Berliner Universität.

## Schriften
- Disputation über den Rechtsstaat, Hamburg 1935. (zusammen mit Günther Krauss)
- Der Begriff der Rechtsnorm in der deutschen Philosophie der Gegenwart, in: ARSP 33, 1940, S. 253–342.

Als Herausgeber:
- Gedächtnisschrift für Arthur Schopenhauer zur 150. Wiederkehr seines Geburtstages, 1938. (zusammen mit Carl August Emge)